# Tataouine
Tataouine (en árabe: تطاوين‎) (pronunciaciónⓘ), antiguamente llamada Foum Tataouine es una ciudad del sureste de Túnez, a 531 kilómetros de Túnez.
Chef-lieu de la gobernación de Tataouine, es un municipio con una población de 66 924 habitantes en 2014.

## Historia
El oasis de Tataouine era inicialmente un simple albergue en la ruta de las caravanas entre Gabes, por un lado, y Fezán y Sudán, por el  otro.  Conocida como la “puerta del desierto”, su nombre significa “ojos” en bereber: tiṭṭawin es el plural de la palabra bereber tiṭṭ, que significa “ojo”, y el término Foum que se le adjuntó significa “boca” en árabe.

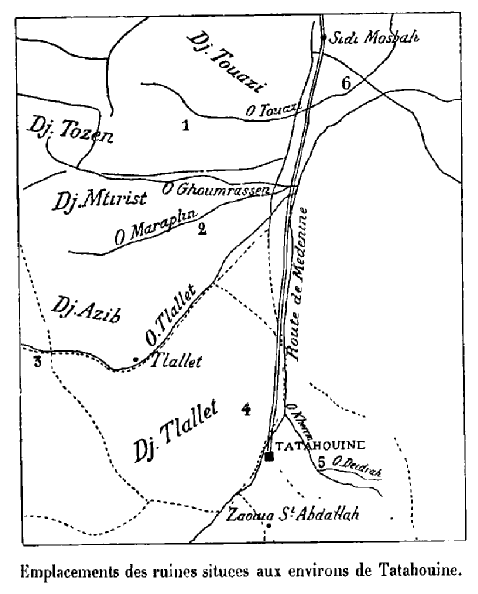
Emplazamiento de de las ruinas alrededor de Tatahouine (1901) :
1 Castellum romano de Ras Oued el Gordab (Ghomrassen)
2 Ruinas de un establecimiento agrícola (Merabtine)
3 Castellum romano de Ras El Aïn (Talalati)
4 Restos de un pequeño poblado
5 Tumba
6 Ruinas de una granja.

La ocupación de la región es antigua: se han encontrado en el lugar varios restos neolíticos y protohistóricos  (también en los yacimientos de Ghomrassen y Jebel Nekrif), púnicos y romanos.
El yacimiento está rodeado de estaciones del Limes Tripolitanus o de castra y se encuentra al este del campamento romano de Talalati (Ras El Aïn Tlalet), cerca de la vía romana norte-sur de Gigthis (Boughrara) a Tillibari (Remada). En 1903, basándose en el Itinerario de Antonino (75, 3), Jules Toutain supuso que en Tataouine se encontraba una estación llamada Tabalati, pero ningún dato arqueológico confirmó esta hipótesis, entendida más bien como un doblete de Talalati, que rara vez se ha retomado desde entonces.
Poco después del establecimiento del protectorado, los franceses instalaron allí una oficina de inteligencia militar en 1888, en sustitución del centro de Douiret, que se consideraba demasiado alejado para controlar a las tribus de los uderna, que tradicionalmente se agrupaban en torno a dos grandes centros neurálgicos en el país de  los ksar: uno económico, en torno al pueblo de Beni Barka (mercado), y otro espiritual, representado por el santuario de Sidi Abdallah Boujlida, morabito venerado por toda la confederación de los ouerghemma. A 500 metros del campamento militar, el zoco construido por los franceses abrió sus puertas en 1892; cuenta con más de un centenar de tiendas regentadas por comerciantes de Gabes y, sobre todo, de Yerba, entre los que se encuentran muchos judíos, probablemente de Hara Sghira. El suboficial Dimier, de paso por Tataouine, lo describe así: 

El zoco de Tataouine es inmenso y está repleto de galerías cubiertas, donde se instalan tiendas en las que uno se detiene, donde se hacen negocios. Para la gente que volvía de las zonas rurales, era como un paraíso. Todos los batallones de infantería ligera de África fueron allí

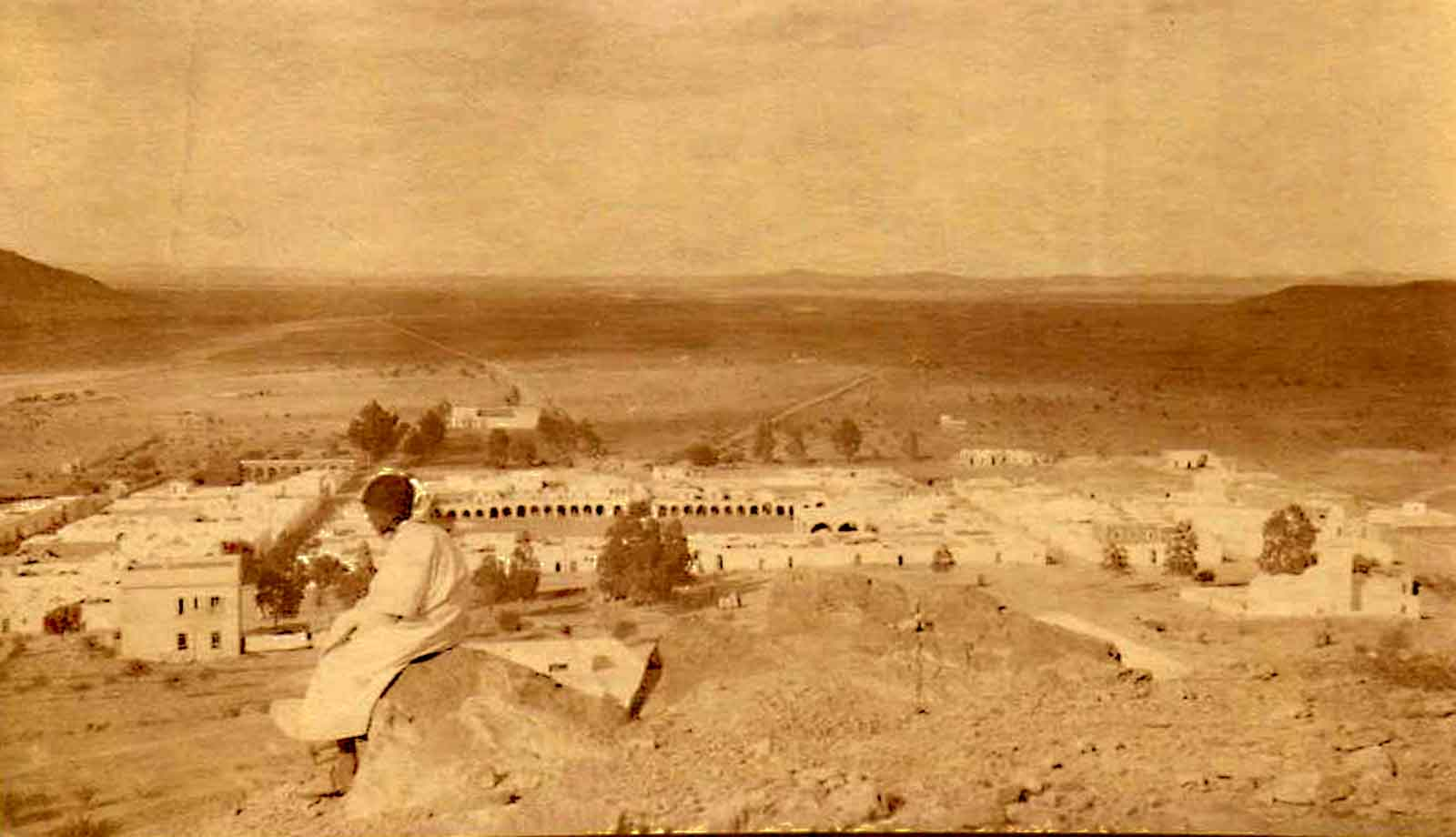
Vista general de Tataouine en 1925.

A continuación, la ciudad se dotó de una mezquita (1898), a la que posteriormente se añadió un minarete (1903), un matadero municipal (1911), una oficina de correos (1913), una enfermería-dispensario (1914), una escuela primaria (1916) y un juzgado. También cuenta con una iglesia construida durante la Primera Guerra Mundial  y una sinagoga. El edificio que da fama a Tataouine es la prisión militar del ejército francés que albergó hasta 1938, año de la abolición de las prisiones en Francia. Acoge al Bat' d'Af', cuyos reclutas eran convictos de derecho común o soldados castigados por indisciplina; las condiciones de detención tenían fama de ser muy duras.
Esta antigua prisión fue sustituida por un cuartel del ejército tunecino. 

## Política
| Alcalde         | Partide       | Comienzo del mandato   | Fin del mandato      | Observaciones                                                           |
| --------------- | ------------- | ---------------------- | -------------------- | ----------------------------------------------------------------------- |
| Ali Mourou      | Independiente | 8 de abril de 2011     | 10 de julio de 2012  | Presidente de delegación especial, nombrada tras la revolución de 2011. |
| Mabrouk Harrabi | Independiente | 10 de juilio de 2012   | 24 de juilio de 2014 | Presidente de delegación especial                                       |
| Sadok Bousaï    | Independiente | 26 de julio de 2015    | 12 de abril de 2017  | Presidente de delegación especial.                                      |
| Rachid Bellagha | Independiente | 12 de abril de 2017    | 16 de agosto de 2017 | Presidente de delegación especial.                                      |
| Mouldi Tourki   | Independiente | 16 de agosto de 2017]] | 21 de junio de 2018  | Presidente de delegación especial.                                      |
| Boubaker Souid  | Ennahdha      | 21 de junio de 2018    | en el cargo          | Elegido después de las elecciones municipales de Túnez de 2018.         |

## Economía

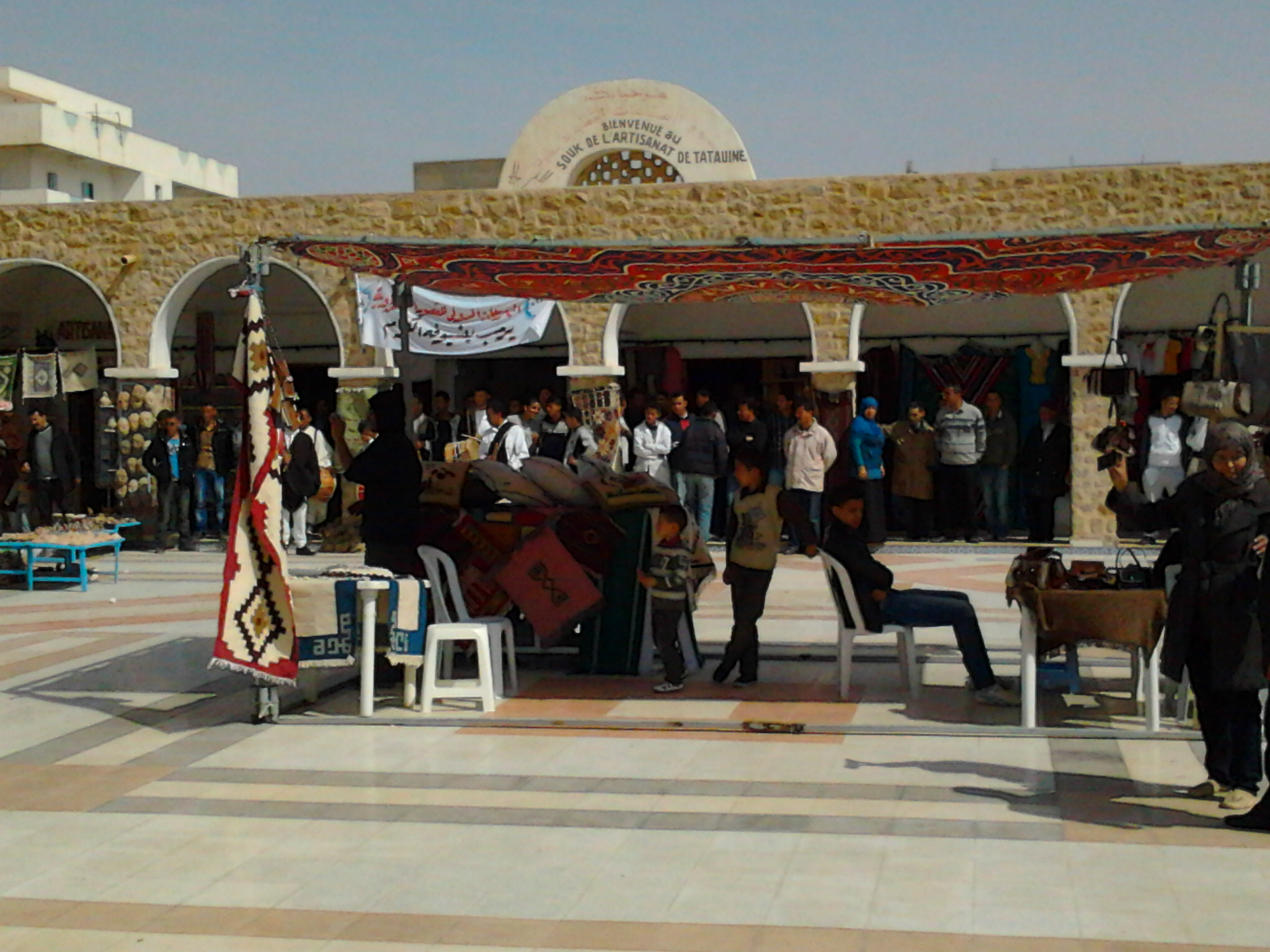
Zoco de Tataouine.

### Turismo
Esta animada ciudad, centro del turismo en el sur del país, es una parada importante cuando se visita el sur de Túnez. Pero la ciudad es especialmente famosa por la multitud de ksar que la rodean y que se remontan al siglo XV o XVI: los más famosos siguen siendo Ksar Ouled Soltane, Ksar Hadada y Ksar Ouled Debbab. Los pueblos bereberes situados en la cima de las colinas circundantes, como Chenini, Duiret, Guermessa y Ghomrassen, y las viviendas trogloditas, también contribuyen al encanto de la región. 
A pesar del dinamismo del turismo saharaui, la ciudad conserva su identidad y su arquitectura tradicional.  Su zoco quincenal de los lunes y jueves es uno de los más pintorescos de Túnez. 
La ciudad alberga tres hoteles: Dakyanus, Sangho Privilege Tataouine y Mabrouk, así como dos casas de huéspedes, los hoteles La Gazelle y Residence Hamza.

## Cultura y Sociedad

### Educación

#### Centros de enseñanza superior
Tataouine alberga dos institutos que pertenecen a la Universidad de Gabes: 
- El Instituto Superior de Artes y Oficios de Tataouine , inaugurado en 2007, cuenta con diez aulas, dos talleres, dos laboratorios de informática y una biblioteca.[24] En el establecimiento se pueden elegir dos licenciaturas, una licenciatura aplicada en diseño y una licenciatura aplicada en artes plásticas, así como un máster.[25]
- El Instituto Superior de Estudios Tecnológicos de Tataouine, inaugurado en 2010, consta de cinco departamentos (ingeniería mecánica, economía y gestión, informática, ingeniería civil, ingeniería térmica y energías renovables).[26]

#### Escuelas de educación primaria y secundaria
La ciudad de Tataouine cuenta con cuatro escuelas primarias, ocho escuelas secundarias y siete institutos.

### Manifestaciones culturales y festividades

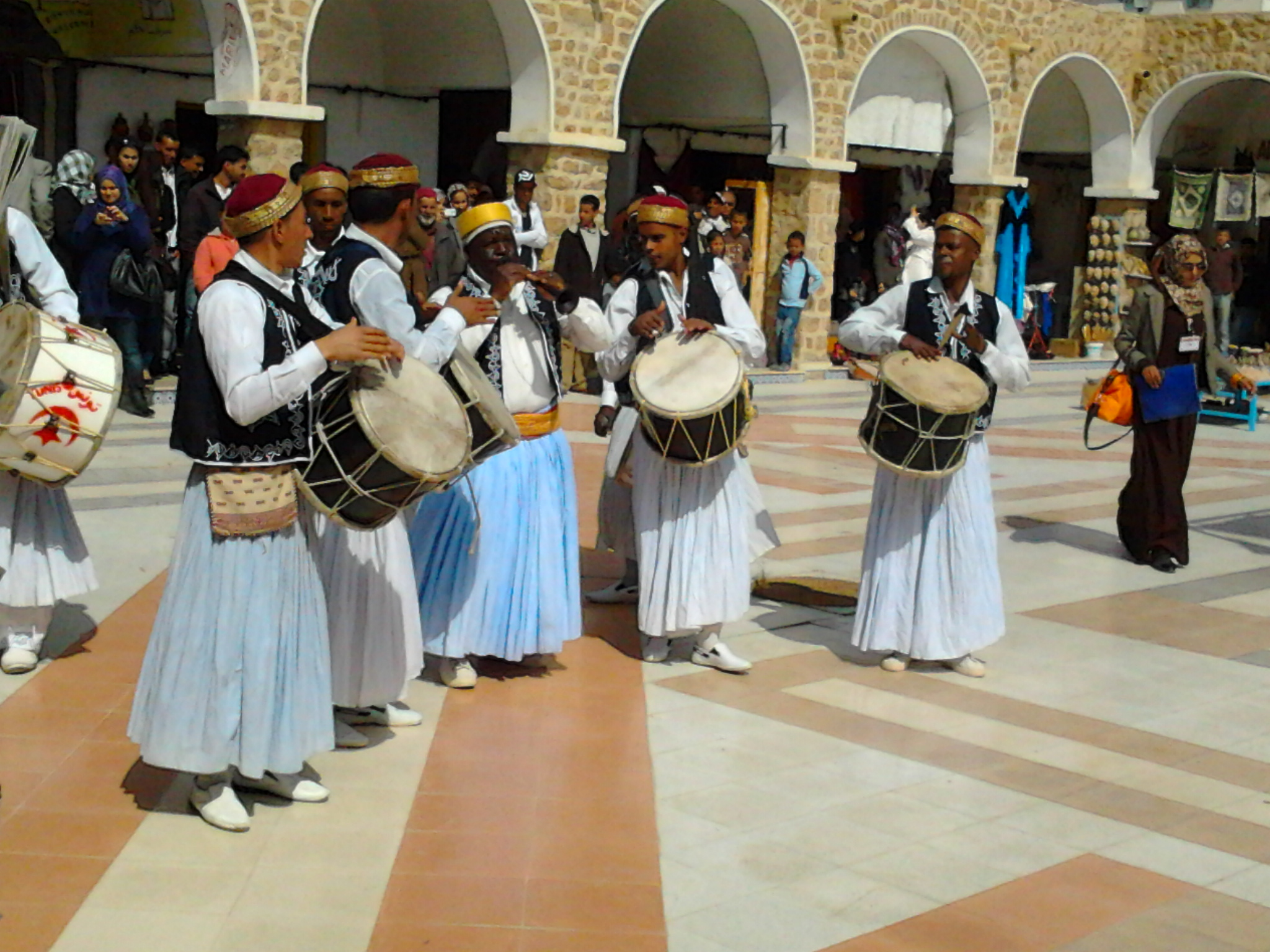
Grupo de tamborileros y zokras con motivo del Festival Internacional de ksars saharauis.

- Festival Internacional de ksars saharauis, creado en 1979, se celebra anualmente en marzo
- Festival de la fraternidad y la creatividad, creado en 2010
- Marhoul mecánico solidario creado en 2018

#### Museos
- Museo de la Memoria de la Tierra de Tataouine

#### Salas de espectáculos y conciertos
- Complejo cultural de Tataouine
- Teatro municipal de Tataouine

### Cultura popular

#### cultura francófona
La expresión popular «ir a Tataouine» o «ir a Tataouine-les-Bains» significa ir a perderse al fin del mundo. Esta expresión proviene de la presencia de la prisión y de la lejanía en una región desértica y la adición del sufijo «es-Bains» sugiere que el único interés de la ciudad serían sus baños públicos, que no existen.
En la lengua popular quebequense, el verbo tataouiner] significa «carecer de celeridad», o más figuradamente, «postergar innecesariamente», pero no parece tener ningún vínculo etimológico con la ciudad de Tataouine.

#### Cultura internacional
El nombre del planeta arenoso Tatooine, en la saga Star Wars, deriva del nombre Tataouine.

### Comunidad judía
Fundada en el siglo XIX por judíos de Djerba procedentes de Hara Seghira, la comunidad judía de Tataouine contaba con dos sinagogas, una de las cuales está siendo restaurada. La segunda, conocidoa como Slat Guedicha, fue destruida. 

### Patrimonio
El nombre de Tataouine está asociado a un meteorito que cayó el 27 de junio de 1931. Debido a un error de transcripción, se registró en la base de datos internacional de la Sociedad Meteorítica como el meteorito Tatahouine. Se trata de un raro meteorito, una diogenita, que se cree que se originó en la corteza del asteroide (4) Vesta, situado en el cinturón de asteroides. 